# Vrchlabí
Vrchlabí település Csehországban, a Trutnovi járásban.  Lakosainak száma 12 131 fő (2024. január 1.).

## Fekvése
Vrchlabí Lánov, Benecko, Vítkovice, Horní Branná, Dolní Lánov, Dolní Dvůr, Dolní Branná, Strážné, Špindlerův Mlýn és Kunčice nad Labem településekkel határos.

## Gazdasága
A település területén a Škoda Autohoz tartozó autógyár található. A 19. században lovas kocsik készültek itt, majd 1908-ban készült el a legelső autókarosszéria. Nagyobb tételben az 1920-as években kezdődött meg a karosszériagyártás. Az üzem 1946 óta tartozik a Škoda
tulajdonába. Az üzem összeszereléssel is foglalkozott: az első komplett összeszerelt modell a Škoda Tudor volt. 2012-től itt készülnek a teljes Volkswagen-vállalatcsoport részére a 7 fokozatú, DQ 200 típusú kettős tengelykapcsolós automata sebességváltókat (DSG). Az üzem a „Kiemelkedő fejlődésű termelési helyszín” kategóriában elnyerte az „Év Gyára 2015/Global Excellence in Operations (GEO)” díját.

## Népesség
A település lakosságának változását az alábbi diagram mutatja:
| Lakosok száma | 5316 | 8654 | 10 209 | 9187 | 12 419 | 13 171 | 12 502 | 12 461 | 11 968 | 12 131 |
|               | 1869 | 1890 | 1921   | 1950 | 1980   | 2001   | 2017   | 2019   | 2022   | 2024   |